# 罗尔夫·约翰松 (1944年)
罗尔夫·约翰松（英語：Rolf Johansson，1944年7月21日—），瑞典男子田径、轮椅篮球、轮椅冰壶、残疾人冰球、雪橇竞速运动员。他曾代表瑞典参加1972年、1976年、1980年、1984年、1988年、1994年、1998年和2006年残疾人奥林匹克运动会，获得二枚金牌、四枚银牌和七枚铜牌。